# Egeln
Egeln är en stad i Salzlandkreis, Sachsen-Anhalt, Tyskland. Staden ligger intil floden Bode, ungefär 15 kilometer nordväst om Stassfurt och 25 kilometer sydväst om Magdeburg. Staden ingår i förvaltningsgemenskapen Egelner Mulde tillsammans med kommunerna Bördeaue, Börde-Hakel, Borne och Wolmirsleben.